# Aragüesino
Aragüesino – wariant języka aragońskiego, używany w miejscowości Aragüés del Puerto i gminie Jasa w aragońskiej prowincji Huesca. Aragüesino jest podobny do cheso, innego wariantu języka aragońskiego.